# Liceo classico Galileo Galilei
Il Liceo Ginnasio Galileo Galilei di Pisa è uno dei licei classici più antichi d'Italia.

## Storia
Fondato nel 1853, venne chiamato inizialmente come il granduca di Toscana Leopoldo II. Il liceo si trova nella storica sede di Via Benedetto Croce 32 ed ospita 22 classi e 470 studenti.  Nel 2004 è cominciata la completa ristrutturazione dell'edificio conclusa nel 2012. Nel 2016 è stata effettuata l'unificazione della segreteria e della presidenza con l'Istituto tecnico commerciale Antonio Pacinotti che si trova, insieme al Liceo scientifico statale Ulisse Dini, accanto al Liceo classico. Dal 2019 viene scelto come uno dei licei in cui viene attivata la sperimentazione biologia con curvatura biomedica, che si è aggiunta ai già presenti corsi di preparazione ai test scientifici. Secondo "eduscopio.it", il liceo ha totalizzato un punteggio FGA medio di circa 80/100 negli ultimi anni. 
Vi hanno studiato, tra gli altri, Federico Enriques, Vittorio Taviani, Paolo Taviani, Renato Fucini, Giovanni Gronchi, Ulisse Dini, Roan Johnson,  Enrico Letta.
A partire dall’A.S. 2016/2017 è partita la fusione amministrativa con l’adiacente Istituto tecnico commerciale Antonio Pacinotti, dando vita nell'A.S 2017/2018 all'IIS Galilei Pacinotti.